# 24h Le Mans 1931
24h Le Mans 1931 – 9. edycja długodystansowego wyścigu 24h Le Mans. Wyścig odbył się w dniach 13–14 czerwca 1931, udział w nim wzięło 52 kierowców z 5 państw.

## Informacje
| Statystyki                  | Statystyki             |
| --------------------------- | ---------------------- |
| Długość okrążenia           | 16,340 km              |
| Dystans wyścigu             | 3 017,654 km           |
| Średnia prędkość            | 125,735 km/h           |
| Przewaga lidera             | 112,515km              |
| Najszybsze okrążenie        | Boris Iwanowski (7:03) |
| Kierowcy według narodowości |                        |
| Francja                     | 25                     |
| Wielka Brytania             | 20                     |
| Włochy                      | 5                      |
| Monako                      | 1                      |
| ZSRR                        | 1                      |
| Łącznie                     | 52                     |

## Wyniki wyścigu
| Poz.  | Klasa | Nr | Zespół                        | Kierowcy                               | Samochód                      | Silnik                      | Okrążenia |
| ----- | ----- | -- | ----------------------------- | -------------------------------------- | ----------------------------- | --------------------------- | --------- |
| 1     | 3.0   | 16 | Lord Howe                     | Francis Curzon Sir Henry Birkin        | Alfa Romeo 8C 2300 LM         | Alfa Romeo 2.3L Turbo I8    | 184       |
| 2     | 8.0   | 1  | Boris Iwanowski               | Boris Iwanowski Henri Stoffel          | Mercedes-Benz SSK             | Mercedes-Benz 7.1L Turbo I6 | 177       |
| 3     | 3.0   | 11 | Arthur W. Fox Charles Nicholl | Tim Rose-Richards Owen Saunders-Davies | Talbot AV105                  | Talbot 3.0L I6              | 173       |
| 4     | 5.0   | 9  | Henri Trébort                 | Henri Trébort Louis Balart             | La Lorraine-Dietrich B3-6     | La Lorraine 3.4L I6         | 150       |
| 5     | 1.5   | 25 | Aston Martin                  | A.C. Bertelli Maurice Harvey           | Aston Martin 1½ International | Aston Martin 1.5L I4        | 139       |
| 6     | 1.1   | 29 | Yves Giraud-Cabantous         | Just-Émile Vernet Fernand Vallon       | Caban Spéciale                | Ruby 1.1L I4                | 128       |
| 7 NS  | 750   | 31 | Francis Samuelson             | F.H.B. Samuelson Freddy Kindell        | MG C Midget                   | MG 0.7L Turbo I4            |           |
| 8 DS  | 1.1   | 27 | M. de Ricou                   | Gustave Duverne Robert Girod           | B.N.C.                        | B.N.C. 1.1L I4              |           |
| 9 DS  | 1.5   | 22 | Mme. Marguerite Mareuse       | Marguerite Mareuse Odette Siko         | Bugatti Type 40               | Bugatti 1.5L I4             |           |
| 10 NU | 3.0   | 10 | Arthur W. Fox Charles Nicholl | Brian E. Lewis Johnny Hindmarsh        | Talbot AV105                  | Talbot 3.0L I6              | 132       |
| 11 NU | 1.5   | 26 | Aston Martin                  | Sammy Newsome Kenneth Peacock          | Aston Martin 1½ International | Aston Martin 1.5L I4        | 126       |
| 12 NU | 1.5   | 24 | Aston Martin                  | Humphrey W. Cook Jack Bezzant          | Aston Martin 1½ International | Aston Martin 1.5L I4        | 111       |
| 13 NU | 3.0   | 14 | Soc. Anon. Alfa Romeo         | Goffredo Zehender Attilio Marinoni     | Alfa Romeo 8C 2300            | Alfa Romeo 2.3L I8          | 99        |
| 14 NU | 1.5   | 23 | Jean Sébilleau                | Jean Sébilleau Georges Delaroche       | Bugatti Type 40               | Bugatti 1.5L I4             | 96        |
| 15 NU | 3.0   | 12 | Richard Ormonde Shuttleworth  | Peter Hope-Johnson Jack H. Barlett     | Arrol-Aster                   | Arrol-Aster 2.4L I6         | 95        |
| 16 NU | 1.1   | 28 | Yves Giraud-Cabantous         | Roger Labric Yves Giraud-Cabantous     | Caban Spéciale                | Caban 1.1L I4               | 89        |
| 17 NU | 1.1   | 30 | Lombard                       | Charles Cherrier Camille Royer         | Lombard                       | Lombard 1.1L I4             | 45        |
| 18 NU | 750   | 32 | Hon. Mrs. Chetwynd            | Mrs. Chetwynd Mrs. H.H. Stisted        | MG C Midget                   | MG 0.7L Turbo I4            | 30        |
| 19 NU | 5.0   | 7  | Anthony Bevan                 | Anthony Bevan Mike Couper              | Bentley 4½                    | Bentley 4.4L I4             | 29        |
| 20 NU | 5.0   | 5  | Equipe Bugatti                | Albert Divo Guy Bouriat                | Bugatti Type 50S              | Bugatti 5.0L Turbo I8       | 26        |
| 21 NU | 5.0   | 4  | Equipe Bugatti                | Achille Varzi Louis Chiron             | Bugatti Type 50S              | Bugatti 5.0L Turbo I8       | 24        |
| 22 NU | 3.0   | 19 | Antoione Schumann             | Pierre-Louis Dreyfus Mariette Delangle | Bugatti Type 43               | Bugatti 2.3L I8             | 22        |
| 23 NU | 5.0   | 6  | Equipe Bugatti                | Count Caberto Conelli Maurice Rost     | Bugatti Type 50S              | Bugatti 4.9L Turbo I8       | 20        |
| 24 NU | 8.0   | 3  | Éduoard Brisson               | Éduoard Brisson Joseph Cattaneo        | Stutz DV32                    | Stutz 5.3L Turbo I8         | 19        |
| 25 NU | 8.0   | 2  | –                             | Henri de Costier Raymond Lussan        | Chrysler Imperial             | Chrysler 6.3L I8            | 18        |
| 26 NU | 5.0   | 8  | Raymond Sommer                | Raymond Sommer Jean Delemer            | Chrysler 80                   | Chrysler 4.6L I6            | 14        |
| Poz.  | Klasa | Nr | Zespół                        | Kierowcy                               | Samochód                      | Silnik                      | Okrążenia |

| Legenda | Legenda                       |
| ------- | ----------------------------- |
| 4       | Zwycięzcy poszczególnych klas |
| 7       | Najszybsze okrążenie          |
| 16 NS   | Niesklasyfikowani             |
| 31 NU   | Nie ukończyli                 |
| 21 DS   | Dyskwalifikacja               |